# Кавахара Рекі
Рекі Кавахара (яп. 川原 礫, нар. Префектура Ґумма, Японія, 1974) — псевдонім японського письменника, відомого ранобе і мангою Accel World і Sword Art Online. Обидві серії адаптовані в аніме.

## Біографія
Літературний дебют Кавахари відбувся з публікацією роману Accel World у ASCII Media Works у 2008 р., який здобув 15-ий Dengeki Novel Prize. Поряд з Accel World він написав ранобе Sword Art Online. Сукупна кількість його проданих книг перевищила мільйон копій по всьому світу і продовжує зростати, у грудні 2012 р. загальний тираж перевищив 10 мільйонів, це число досягнуто за 3 роки і 11 місяців з дебюту в лютому 2009-го, що зробило Кавахару найпопулярнішим за продажами автором з часу свого дебюту в історії Dengeki Bunko. Аніме-серіал же Мистецтво меча онлайн,що транслювався в Японії в 2012 р., миттєво став хітом.
Станом на вересень 2012 р. опубліковано дванадцять томів Sword Art Online. Після здобуття слави від нагороди Dengeki Кавахара також перевидав його.
Використовує псевдонім Кунорі Фуміо. Його хобі — ізда на велосипеді. Озвучував Тіна Рітера в аніме Accel Accel.